# 広豊区
広豊区（こうほう-く）は中華人民共和国江西省上饒市に位置する市轄区。

## 行政区画
- 街道:永豊街道、芦林街道、豊渓街道、下渓街道、大石街道
- 鎮:五都鎮、洋口鎮、横山鎮、桐畈鎮、湖豊鎮、大南鎮、排山鎮、毛村鎮、梘底鎮、泉波鎮、壷嶠鎮、霞峰鎮、呉村鎮、沙田鎮、銅鈸山鎮
- 郷:東陽郷、嵩峰郷、少陽郷

## 風景名勝
- 九仙山城堡
- 雨石山
- 天桂岩石刻
- 嵩峰山
- 社山頭遺跡
- 博山寺
- 十都村古建築群
- 竜渓村古建築群

- 社山頭遺跡
- 十都古橋と六石岩
- 九仙山城址
- 雨石山
- 嵩峰寺
- 龍渓祝氏宗祠